# Audio
Das Präfix Audio-, audio-, Audi- oder audi- (lateinisch ich höre, von audire ‚hören‘) wird als Bestandteil von Wörtern verwendet, die mit Hören oder Tontechnik zu tun haben (z. B. Audioanlage, Audiometer, Auditorium, audiovisuell).
Audio bezieht sich auf den menschlichen Hörbereich, der den Schallwellenbereich von 16 Hz bis 20 kHz umfasst. Dieser Bereich unterliegt der menschlichen Hörcharakteristik und ist im oberen Teil stark altersabhängig. Die hörbare obere Frequenzgrenze kann im Alter bis auf 10 kHz und darunter sinken. Auditive Wahrnehmungen basieren im Normalfall auf Schallereignissen beliebigem semantischen Inhalts von (Laut-)Sprachen, Geräuschen oder Musik. (Für Hörwahrnehmungen ohne physikalisches Korrelat siehe Universalien der Musikwahrnehmung, Psychoakustik oder Tinnitus.)
Mit der zunehmenden Verbreitung von Musikanlagen wurde die Vorsilbe Audio zur Bezeichnung und Abgrenzung reiner Musik- und Tonanwendungen (Tontechnik) und deren Wiedergabe- oder Speichermedien (Schallplatte, Tonband, Musikkassette) von Bild- und Filmanwendungen (Video, Heimkino) verwendet, zusammengesetzte Begriffe wie Audiomitschnitt, Audiomaterial, Audioaufnahme/-aufzeichnung und Audioanlage etablierten sich als feste Begriffe.
Mit der Verbreitung multimediafähiger Computer entstanden auch im Informationsbereich Wortbildungen mit Audio: RealAudio, Compact Disc Digital Audio (später auch als „Audio-CD“ bezeichnet, als Abgrenzung zur aufkommenden reinen Daten-CD), Audiokonverter und Audioeinstellungen.

## Audiosignal
Ein Audiosignal, auch Tonsignal, ist ein elektrisches Signal, das akustische Informationen transportiert. Bei vielen Geräten der Unterhaltungselektronik wird die Bezeichnung Audiosignal auch zur Abgrenzung vom Videosignal verwendet, welches Bild-Information transportiert.
Die Verarbeitung von Audiosignalen und die Umwandlung zwischen Schall und Audiosignalen (Mikrofonsignal) sind Gegenstand der Tontechnik und der Signalverarbeitung.
Bei Kino-, Video und DVD-Filmen unterscheidet man die Audiospur (mehrere Spuren für zusätzliche Sprachen) und Filmspuren (die Bilddaten). Jede Audiospur kann einen (Mono) oder mehrere Audiokanäle enthalten (Stereo: links, rechts).
Bekannte Schnittstellen für Audiosignale sind in der Heimelektronik die Klinken-Stecker und die Cinch-Stecker, und in der Studio-Technik die XLR-Stecker (auch Cannon-Stecker genannt).

## Zeitschrift
AUDIO ist der Name einer monatlich von der WEKA Media Publishing publizierten Zeitschrift, die sich als Test- und Ratgebermagazin für die Themenbereiche High Fidelity, Raumklang, High-End und Musik versteht. Sie wurde 1978 gegründet.